# Carolyn Wood
Carolyn Virginia Wood (Portland (Oregon), 18 december 1945) is een Amerikaanse zwemster.

## Biografie
Wood won tijdens de Olympische Zomerspelen van 1960 de gouden medaille op de de 4×100 meter vrije slag in een wereldrecord. Op de 100m vrije slag werd hij vierde. Op de 100m vlinderslag was Wood de favoriete, bij het keerpunt kreeg ze water binnen en gaf zij op.

## Internationale toernooien
| Jaar | Olympische Spelen                                                                              |
| ---- | ---------------------------------------------------------------------------------------------- |
| 1960 | 4e 100m vrije slag · finale 100m wisselslag · 1e 4x100m wisslslag (series) · 4×100m vrije slag |

1912: Moore, Fletcher, Speirs, Steer ·
1920: Woodbridge, Schroth, Guest, Bleibtrey ·
1924: Donnelly, Ederle, Lackie, Wehselau ·
1928: Lambert, Osipowich, Saville, Norelius ·
1932: Johns, Saville, McKim, Madison ·
1936: Selbach, Wagner, den Ouden, Mastenbroek ·
1948: Corridon, Kalama, Helser, Curtis ·
1952: I. Novák, Temes, É. Novák, Szőke ·
1956: Fraser, Leech, Morgan, Crapp ·
1960: Spillane, Stobs, Wood, von Saltza ·
1964: Stouder, de Varona, Watson, Ellis ·
1968: Barkman, Gustavson, Pedersen, Henne ·
1972: Babashoff, Barkman, Kemp, Neilson ·
1976: Peyton, Sterkel, Babashoff, Boglioli ·
1980: Krause, Metschuck, Diers, Hülsenbeck ·
1984: Johnson, Steinseifer, Torres, Hogshead ·
1988: Otto, Meißner, Hunger, Stellmach ·
1992: Haislett, Martino, Thompson, Torres ·
1996: Martino, Van Dyken, Fox, Thompson ·
2000: Van Dyken, Shealy, Thompson, Torres ·
2004: Mills, Lenton, Thomas, Henry ·
2008: Dekker, Kromowidjojo, Heemskerk, Veldhuis ·
2012: Coutts, C. Campbell, Elmslie, Schlanger ·
2016: McKeon, Elmslie, B. Campbell, C. Campbell ·
2020: B. Campbell, Harris, McKeon, C. Campbell ·
2024: O'Callaghan, Jack, McKeon, Harris